# Еш атид
«Еш Атид» также «Йеш Атид» (ивр. יֵש עָתִיד‎ , букв. Есть будущее) — либеральная центристская политическая партия в Израиле, основанная Яиром Лапидом в 2012 году. 29 апреля Лапид подал официальное заявление о регистрации партии.
На выборах 2019 года Еш Атид баллотировалась в блоке Кахоль-лаван.
В 2020 году вышла из блока Кахоль-лаван, и вместе с партией Телем образовала фракцию Еш атид-Телем.

## Платформа
Согласно заявлению, поданному при регистрации партии, целями партии являются:
- Изменение приоритетов в Израиле, с расстановкой акцента на образование, жильё, здравоохранение и полицию, и улучшение положения среднего класса;
- Изменение системы власти;
- Экономическое процветание и эффективность;
- Равенство в образовании и призыве в армию;
- Борьба с коррупцией, включая государственную коррупцию и институты вроде «министр без портфеля»;
- Проведение закона об образовании при содействии союзов учителей, отмена большинства экзаменов на аттестат зрелости (багрут), введение индекса дифференциального образования, введение школьной автономности;
- Предложение конституции, которая урегулирует напряжённые отношения между различными группами населения Израиля;
- Стремление к мирному соглашению по принципу «два государства для двух народов», сохраняя крупные блоки поселений и обеспечение мира для Израиля.

## Еш Атид в кнессете
На выборах в Кнессет 19-го созыва партия получила 19 мандатов, став второй по величине партией.
На выборах в 2021 году в Кнессет 24-го созыва партия получила 17 мандатов, опять став второй по величине партией после Ликуда.
В результате выборов в законодательные органы Израиля 2022 года Еш Атид получила 24 места, что является её лучшим результатом на данный момент: партия набрала наибольшее количество голосов в большинстве районов Тель-Авива и других городов Израиля. Однако ей не удалось сформировать правительство и она вернулась в оппозицию.